# Samo Moya
Samo Moya je drugi samostojni glasbeni album slovenske pevke Mojce Štoka – Moye, ki je izšel v samozaložbi na CD plošči in v digitalni pretočni obliki 18. junija 2023.
Posnet je bil v Studiu Tramon.

## O albumu
S pesmijo »Luna« (posnetek 1) je Moya nastopila na festivalu Melodije morja in sonca 2022 in zasedla 8. mesto.
Pesmi »Sanjat smem« (posnetek 9), »Pesem zate« (posnetek 5), »Mamina pesem« (posnetek 6), »Nemirna tišina« (posnetek 7), »Veter« (posnetek 3), »Bleda senca« (posnetek 2), in »Luč na koncu« (posnetek 4), so bile vse izbrane za »pesem in pol« Radia Koper.

## Seznam posnetkov
| CD              | CD                                      | CD              | CD                  | CD              | CD      |
| Št.             | Naslov                                  | Besedilo        | Glasba              | Priredba        | Dolžina |
| --------------- | --------------------------------------- | --------------- | ------------------- | --------------- | ------- |
| 1.              | „Luna‟                                  | M. Štoka        | M. Štoka, J. Baruca | J. Baruca       | 3:33    |
| 2.              | „Bleda senca‟                           | M. Štoka        | J. Baruca           | J. Baruca       | 3:28    |
| 3.              | „Veter‟                                 | M. Štoka        | J. Baruca, M. Štoka | J. Baruca       | 3:19    |
| 4.              | „Luč na koncu‟ (skupaj s Tinkaro Kovač) | M. Štoka        | J. Baruca, M. Štoka | J. Baruca       | 3:31    |
| 5.              | „Pesem zate‟                            | M. Štoka        | J. Baruca, M. Štoka | J. Baruca       | 3:30    |
| 6.              | „Mamina pesem‟                          | M. Štoka        | J. Baruca, M. Štoka | J. Baruca       | 3:42    |
| 7.              | „Nemirna tišina‟                        | M. Štoka        | J. Baruca, M. Štoka | J. Baruca       | 4:07    |
| 8.              | „1000 resnic‟                           | M. Štoka        | J. Baruca, M. Štoka | J. Baruca       | 3:42    |
| 9.              | „Sanjat smem‟                           | M. Štoka        | J. Baruca, M. Štoka | J. Baruca       | 3:07    |
| Skupna dolžina: | Skupna dolžina:                         | Skupna dolžina: | Skupna dolžina:     | Skupna dolžina: | 32:04   |

## Sodelujoči
- Mojca Štoka – Moya – vokal
- Tinkara Kovač – vokal in flavta na posnetku 4
- Sara Faganel – spremljevalni vokal
- Danijel Bogataj – violina na posnetku 2
- Yan Baray – Jan Baruca – kitare, banjo
- Paul Hilton – pedal steel kitara na posnetku 3
- Martin Bratož – klaviature
- Teo Korenika – bas kitara
- Luka Jeraša Kuljo – bobni

### Produkcija
- Jan Baruca – producent, priredba, masteriranje
- Nataša Kralj – fotografije
- FGG Group Orehovlje – oblikovanje in razmnoževanje